# 4-aminoquinolina
4-Aminoquinolina é uma forma de aminoquinolina com o grupo amina na posição 4 da quinolina. O composto é usado como precursor para a síntese dos seus derivados. Vários dos derivados das 4-aminoquinolinas são antimaláricos usados no tratamento de infeções plasmódicas eritrocíticas. Entre os derivados estão a amodiaquina, cloroquina e hidroxicloroquina. Entre outros usos de derivados estão fármacos anti-asmáticos, antibacterianos, antimicóticos, antivirais e anti-inflamatórios.